# Ден на Земята
Международен ден на Земята, Денят на Земята – 22 април, е нерелигиозен празник в света, отбелязван от над половин милиард души. Всяка година Международната мрежа за Деня на Земята координира действията на повече от 12 000 партньори в 174 държави, насочени към опазване на планетата Земя и съхраняване на живота върху нея. Мрежата се стреми да създаде широка гражданска подкрепа за устойчиви и ефективни екологични политики за развитие по целия свят.

## Исторически факти за България
Денят на Земята се отбелязва за първи път в България на 14 декември 1930 г. по инициатива на тогавашния министър на Земеделието и държавните имоти Григор Василев. Инициативата се радва на широката подкрепа на други министри на земеделието от цяла Европа. Празникът на Българската Земя дава повод на организаторите да поемат инициатива за установяване Международен ден на Земята. Тази идея намира силна подкрепа от председателя на Международния Земеделски Институт в Рим – Де Микелис. Денят, който е бил предложен, е 21 март. Денят има и астрономическа стойност и може да задоволи всички изисквания на всички страни от Северното и Южното полукълбо на Земята.

## Исторически факти за САЩ
За първи път Ден на Земята се отбелязва официално на 22 април 1970 г. в САЩ и Канада. Милиони северноамериканци участват в демонстрация и настояват политици, държавници, бизнессреди да включат в своите приоритети опазването на околната среда. През 1990 г. празникът на нашата планета е обявен за международен, като България се включва в отбелязването му през 1993 г. Целта е да се обединят хората на планетата в защита на околната среда.
Първото честване на Деня на Земята се организира от Гейлорд Нелсън – бивш губернатор и сенатор от Уисконсин, който издига каузата за опазване на природата и Денис Хейес – изявен студентски лидер. В проявите на Първия Ден на Земята се включват повече от 20 милиона американци от всички краища на страната. Като резултат от това събитие се оформя мощно движение в защита на околната среда и са приети законите за чист въздух и чиста вода на САЩ.

## След 1990 година
България е една от първите страни, присъединили се към международното отбелязване на Деня на Земята, започнало от 1990 г. В Международния организационен комитет за честването на Деня на Земята България е представена от Благовест Сендов. Той сформира Национален комитет за Деня на Земята. На призива за отбелязването на Деня на Земята се отзовават хиляди българи и денят се чества с разнообразни прояви, посветени на опазването на околната среда. На 22 април 1992 г. Президентът на Република България Желю Желев подписва клетвата в името на Земята. Над 30 хиляди български деца се подписват под Декларацията за пълномощие за живот на Земята. Декларацията е връчена на Конференцията на ООН за околната среда и развитието, проведена в Рио де Жанейро през юни 1992 г. Оттогава всяка година България участва в отбелязването на Деня на Земята и дава своя принос за по-чиста и здравословна околна среда, за съхраняване на живота на планетата.

## Ден на Земята: 2024
Движението Eartday.org определя посланието за 2024 година: да сложим край на пластмасите за защита здравето на хората и планетата. Очаква се този ангажимент да постигне 60% намаление на производството на всички пластмаси до 2040 г.